# Dirty Dozen Brass Band
Le Dirty Dozen Brass Band est une fanfare de La Nouvelle-Orléans, en Louisiane. Le groupe a été créé en 1977 par Benny Jones avec les membres de la Brass Band Tornado. Le Dirty Dozen a révolutionné le style des fanfares de La Nouvelle-Orléans en intégrant du funk et du bebop, et a eu une influence majeure sur la majorité des fanfares de la ville.

## Histoire

### Débuts
Le Dirty Dozen Brass Band est issu du programme musical pour les jeunes mis en place par Danny Barker à l'église baptiste Fairview  de la Nouvelle-Orléans. En 1972, Barker a créé le Fairview Baptist Church Marching Band (en) pour offrir aux jeunes un exutoire positif à leur énergie. La fanfare a acquis une popularité locale considérable et s'est transformée en un groupe professionnel dirigé par le trompettiste Leroy Jones et connu sous le nom de Hurricane Brass Band (en). En 1976, les opportunités pour les brass bands se tarissent ; Jones quitte le groupe pour jouer du jazz grand public et, après une brève période sous le nom de Tornado Brass Band, le groupe se désagrège.
Quelques-uns des musiciens du Tornado Brass Band - Gregory Davis (trompette), Kirk Joseph (sousaphone), Charles Joseph (trombone), et Kevin Harris (saxophone) - ont continué à répéter ensemble jusqu'en 1977, et ils ont été rejoints par Efrem Towns (trompettiste/chanteur principal), Roger Lewis au saxophone et Benny Jones et Jenell Marshall à la batterie. À ce moment-là, la popularité de la musique de brass band à la Nouvelle-Orléans est au plus bas et les concerts payants sont rares, mais le groupe continue à répéter et à développer un répertoire.
Lorsque Benny Jones, qui était actif dans le milieu des clubs sociaux et des clubs de loisirs, devait réunir un groupe pour une parade, il s'inspirait de ce groupe de répétition, qui s'était baptisé The Original Sixth Ward (en) Dirty Dozen, un nom créé pour montrer leur lien étroit avec le quartier de Tremé et la scène locale des clubs sociaux, représentée par le Dirty Dozen Social and Pleasure Club.
Le groupe commence à se produire régulièrement au Daryl's, un club du Seventh Ward (en), et au Glasshouse, un bar situé dans un quartier noir de Uptown New Orleans (en). Les représentations au Daryl's attirent l'attention de Jerry Brock, cofondateur de la station de radio WWOZ.

### Popularité
En 1980, Brock a réalisé le premier enregistrement professionnel du Dirty Dozen Brass Band, qu'il a passé fréquemment sur WWOZ. En 1982, il a organisé un concert au Tipitina's (en), qui était la première fois qu'ils jouaient dans un « club blanc » à la Nouvelle-Orléans.
En 1984, le promoteur George Wein engage le groupe pour une tournée dans le sud de l'Europe. Cette tournée a été suivie de dates à New York - au Tramp's et au The Village Gate, et de trois autres voyages en Europe. Le groupe est ensuite parti en tournée à New York, au Tramp's et au Village Gate, et a fait trois autres voyages en Europe. Le premier album du groupe, « My Feet Can't Fail Me Now », est sorti chez le label Concord Jazz.
En 1986, le concert du groupe au Montreux Jazz Festival a été enregistré et publié sous le titre « Mardi Gras at Montreux » sur Rounder Records. L'album et les succès de la tournée du groupe ont attiré l'attention d'un grand label, et en 1987, le groupe a signé un contrat avec Columbia. Leur premier album chez Columbia, Voodoo, sorti en 1989, comprenait des apparitions de Dr. John, Dizzy Gillespie, et Branford Marsalis. Des enregistrements ultérieurs les ont vus rejoints par une variété d'invités spéciaux, dont Elvis Costello, DJ Logic, Norah Jones, et Danny Barker. Le groupe a également tourné et enregistré avec le jam band Widespread Panic (en), et a passé presque toute l'année 1995 en première partie de la tournée américaine Amorica Or Bust de The Black Crowes.

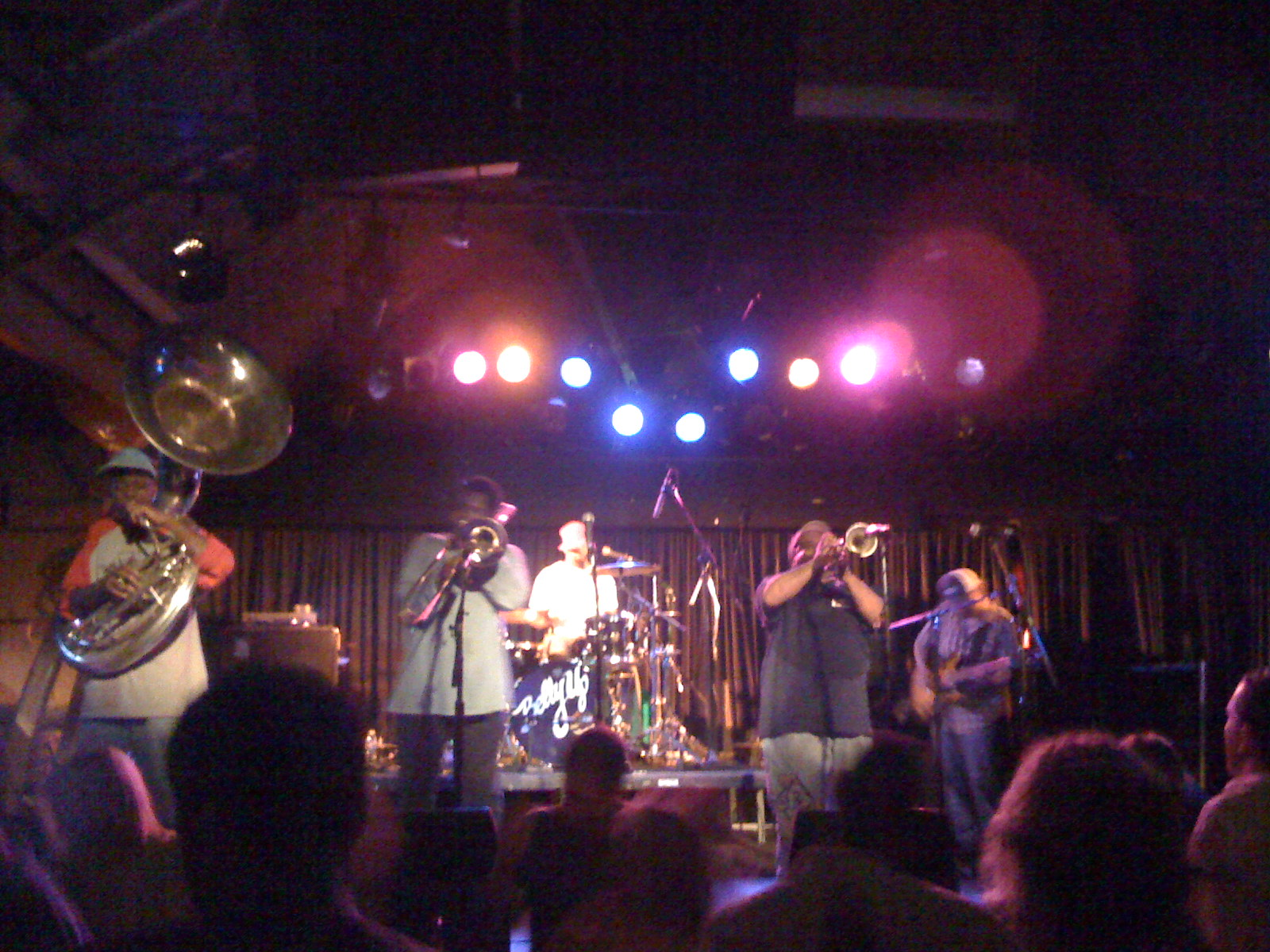
Dirty Dozen Brass Band en 2008.

En 1998, le groupe sort Ears to the Wall sur Mammoth Records. Ils ont suivi en 1999 avec Buck Jump qui a été produit par John Medeski de Medeski Martin & Wood. Leur album suivant, Medicated Magic, sorti en 2002, est paru sur Ropeadope Records, tout comme leur album studio suivant, Funeral for a Friend, qui est sorti en 2004. L'album « Funeral for a Friend » est une documentation sur un « enterrement avec de la musique » de la Nouvelle-Orléans, terre d'origine du brass band. Ils sont apparus en 2005 sur l'album de bienfaisance « A Celebration of New Orleans Music to Benefit MusiCares Hurricane Relief 2005 (en) », et sur deux titres de l'album de Modest Mouse « Good News for People Who Love Bad News ». Le 29 août 2006, les Dozen ont sorti l'album « What's Going On », leur version de l'album de 1971 de Marvin Gaye « What's Going On » en réponse à la dévastation de l'ouragan Katrina qui a frappé la Nouvelle-Orléans un an plus tôt.
Le groupe apparaît dans des séquences de performance, et Gregory Davis est interviewé, dans le documentaire de 2005 Make It Funky !, qui présente une histoire de la musique de la Nouvelle-Orléans (en). Dans le film, le groupe interprète « My Feet Can't Fail Me Now » avec les invités Irvin Mayfield et Troy Andrews.

## Influence
Le succès du groupe a inspiré une résurgence de la musique de brass band de la Nouvelle-Orléans, dans la ville et dans tout le pays. C'est dans les années 1980 que le groupe a eu le plus d'influence, en démontrant que la musique de brass band pouvait avoir du succès ; les Dirty Dozen lui ont donné une visibilité mondiale.

## Récompenses

### Grammy Awards
| Année | Catégorie                       | Œuvre nominée     | Résultat | Ref.  |
| ----- | ------------------------------- | ----------------- | -------- | ----- |
| 2023  | Best American Roots Performance | "Stompin' Ground" | Lauréat  | [ 3 ] |

### Best of The Beat Awardsdu magazineOffBeat
| Année | Catégorie                     | Œuvre nominée        | Résultat | Ref.  |
| ----- | ----------------------------- | -------------------- | -------- | ----- |
| 2002  | Best Brass Band               |                      | Lauréat  | [ 4 ] |
| 2002  | Best Brass Band Album         | Medicated Magic      | Lauréat  | [ 4 ] |
| 2004  | Best Brass Band               |                      | Lauréat  | [ 4 ] |
| 2004  | Best Brass Band Album         | Funeral for a Friend | Lauréat  | [ 4 ] |
| 2006  | Best Brass Band Album         | What's Going On      | Lauréat  | [ 4 ] |
| 2020  | Lifetime Achievement in Music |                      | Lauréat  | [ 4 ] |

## Discographie

### Albums
- 1984 : My Feet Can't Fail Me Now (Concord Jazz)
- 1986 : Live: Mardi Gras in Montreaux (Rounder)
- 1987 : Voodoo (Columbia) Featuring Dr. John, Dizzy Gillespie and Branford Marsalis
- 1989 : The New Orleans Album (Columbia) Featuring Danny Barker, Dave Bartholomew, Eddie Bo and Elvis Costello
- 1991 : Open Up: Whatcha Gonna Do for the Rest of Your Life (Columbia)
- 1993 : Jelly (Columbia)
- 1998 : Ears to the Wall (Mammoth)
- 1999 : Buck Jump (Mammoth) avec John Medeski
- 2002 : Medicated Magic (Ropeadope Records) avec John Bell, Dr. John, Olu Dara, Norah Jones, DJ Logic, and Robert Randolph
- 2003 : We Got Robbed: Live in New Orleans (autoproduction)
- 2004 : Funeral for a Friend (Ropeadop)
- 2005 : This is the Dirty Dozen Brass Band (Compilation, Shout! Factory)
- 2006 : What's Going On (Shout! Factory)
- 2007 : Goin' Home: A Tribute to Fats Domino (Vanguard)
- 2012 : Twenty Dozen (Savoy Jazz)

### Participations
- 1989 : Spike d'Elvis Costello (Warner)
- 1999 : Fuse de Joe Henry (Mammoth)
- 2000 : Another Joyous Occasion de Widespread Panic
- 2004 : Night of Joy de Widespread Panic